# Enhanced Versatile Disc
Enhanced Versatile Disc (EVD) fu annunciato il 18 novembre 2003 dalla Xinhua news agency cinese come risposta al più popolare formato DVD Video e ai suoi costi di licenza (che alcuni considerano eccessivi).
Si usa una memoria ottica della taglia di un CD (120mm) che è fisicamente un disco DVD con lo stesso file di sistema UDF.
La Cina iniziò lo sviluppo dell'EVD nel 1999, perché i costi di licenza DVD Video (CSS, Macrovision...) e MPEG-2 (Video e Sistemi) erano relativamente alti, in un intervallo fra i 13 e 20 dollari americani per i lettori video hardware.
Sull'EVD, si suppone verranno usati i codec VP5 e VP6 di On2 Technologies.
Questi sono molto più efficienti dello MPEG-2 Video e potrebbero permettere al disco di avere una risoluzione da HDTV, una caratteristica che il DVD non può offrire utilizzando lo MPEG-2.
La licenza da pagare a On2 e di soli 2 dollari americani per lettore video.
Recentemente sono nate delle controversie fra On2 e Beijing E-World (il consorzio di società che promuove il formato EVD)
Il codec audio EAC 2.0 (Enhanced Audio Codec) proviene da Coding Technologies.
L'EAC lavora sulle basi della tecnologia SBR e supporta un suono mono, stereo, 5.1 e surround.
Lo sviluppo è supportato dal governo cinese ed è sviluppato dalla Beijing E-world Technology (una multi-società che include SVA, Shinco, Xiaxin, Yuxing, Skyworth, Nintaus, Malata, Changhong e BBK).

## Lista di film in EVD
- Black Mask 2: City of Masks (2002)
- Big Momma's House (2002)
- Hero (Director's Cut) (2002)
- House of Flying Daggers (2004)